# Kochliopus trivittatus
Kochliopus trivittatus är en mångfotingart som beskrevs av Karl Wilhelm Verhoeff 1933. Kochliopus trivittatus ingår i släktet Kochliopus och familjen orangeridubbelfotingar. Inga underarter finns listade i Catalogue of Life.